# Тихонівський Павло Олексійович
Павло́ Олексі́йович Тихоні́вський (* 1990) — український військовослужбовець, спортсмен, солдат Національної гвардії України, учасник російсько-української війни. Призер Ігор нескорених.

## З життєпису
Народився 1990 року. Учасник Революції Гідності. Пішов добровольцем у зону АТО.
В лютому 2015 року брав участь у Широкинській наступальній операції. Дістав поранення осколком та переніс складну операцію. Йому пощастило з лікарем, який надав якісну медичну допомогу та зберіг не лише життя, а й його якість. Переможець національних Ігор нескорених-2018. Після фізичної реабілітації пройшов курс соціальної адаптації у проєкті «Побратими»; допомагає іншим ветеранам АТО. Одужав, пішов в спорт, поступив в академію. Випускник факультету менеджменту організацій та адміністрування КНТЕУ.
Станом на 2017 рік — працівник міністерства соціальної політики — Генерального директора Директорату захисту прав осіб з інвалідністю.
Учасник Invictus Games Toronto 2017.
Ігри нескорених 2020 — золота нагорода; веслування на тренажерах (1 хвилина) у категорії «IR5».
Станом на 2023 рік — в складі наглядової ради благодійного фонду «Квітучий край» з огляду створення стаціонарного відділення Київського інституту реабілітації.

## Нагороди
- Медаль «За військову службу Україні» (23 травня 2015)[5]